# Società Speleologica Italiana
La Società Speleologica Italiana (SSI) è l'associazione nazionale italiana di riferimento per l'esplorazione e la documentazione del mondo sotterraneo.

## Descrizione
Fondata nel 1950, è associazione di protezione ambientale. Disegna la geografia del mondo sotterraneo con le sue numerose pubblicazioni, le azioni tese a comunicare e salvaguardare, l'interesse per la sicurezza nella progressione.
La Società Speleologica Italiana costituisce un naturale punto di approdo per quanti frequentano, in modo consapevole e sostenibile, il vuoto delle montagne e le cavità create dall'ingegno umano nel corso della sua storia.
È partner privilegiato di enti e istituzioni che cercano dati, informazioni e metodi per aggiungere conoscenza indispensabile alla razionale gestione delle risorse ambientali e paesaggistiche. 
La Società Speleologica Italiana è membro dell'Union Internationale de Spéléologie e della Federazione Speleologica Europea.
Dal 1981 pubblica l'International Journal of Speleology (ora edito dall'Union Internationale de Spéléologie).

## Storia
La società venne fondata il 25 giugno 1950 a Verona, nei pressi del Museo Civico di Storia Naturale, a coronamento di un'idea di quattro giovani studenti che, nel 1904, avevano già fondato una società speleologica a sé stante e con ambizioni nazionali.
L'entomologo Leonida Boldori fu il primo presidente; seguirono il geografo Giuseppe Nangeroni, don Pietro Scotti (con numerose esperienze nel campo politico - e, in particolare, della magistratura), Arrigo Cigna e Vittorio Castellani (scomparso dopo il termine della carica). Successivamente, susseguirono Paolo Forti, Giovanni Badino, Mauro Chiesi, Giampietro Marchesi, Vincenzo Martimucci e (l'attuale presidente) Sergio Orsini.
Fin dai primi anni dopo la ricostituzione, la Società Speleologica Italiana ha legato le sue attività a quelle dell'Istituto Italiano di Speleologia (affiliandovisi): un ente di ricerca scientifica fondato nel 1927 dall'Azienda delle Reali Grotte Demaniali di Postumia - e trasferitosi, dopo il secondo conflitto mondiale, presso l'Università di Bologna, sotto la direzione del geologo Michele Gortani.
La Società Speleologica Italiana è membro dell'Unione Internazionale di Speleologia - (Union Internationale de Spéléologie) - (UIS), della Federazione Speleologica Europea (FSE) e dell'European Environmental Bureau (EEB); è riconosciuta come un'associazione di protezione ambientale dal Ministero dell'Ambiente (articolo 13, legge numero 349; 1986) e, dal 2007, l'SSI ha personalità giuridica.
Dal 29 marzo 2011 la SSI è "invitato permanente alle riunioni del Gruppo Amici della Montagna" (IPGAM) del Parlamento della Repubblica Italiana.